# Diphyus palliatorius
Diphyus palliatorius ist eine Schlupfwespe aus der Unterfamilie der Ichneumoninae. Die Art wurde von Carl Gravenhorst im Jahr 1829 als Ichneumon palliatorius erstbeschrieben.

## Galerie

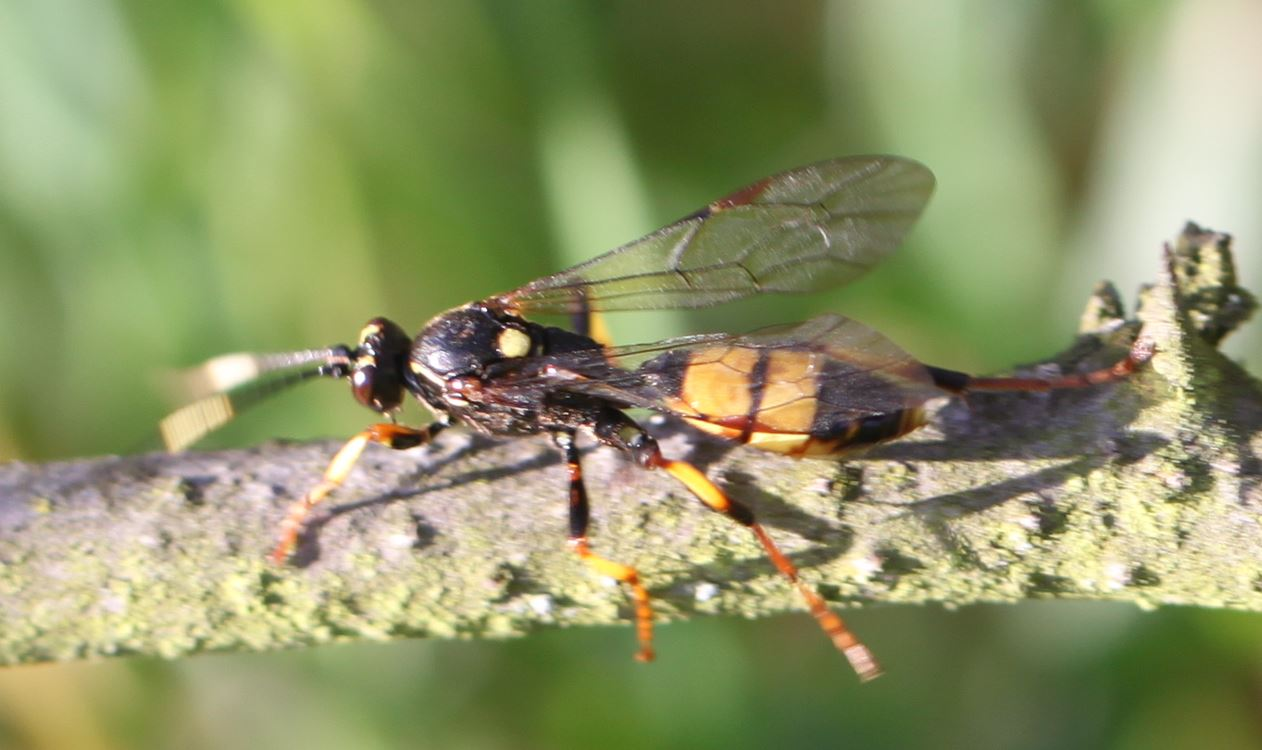
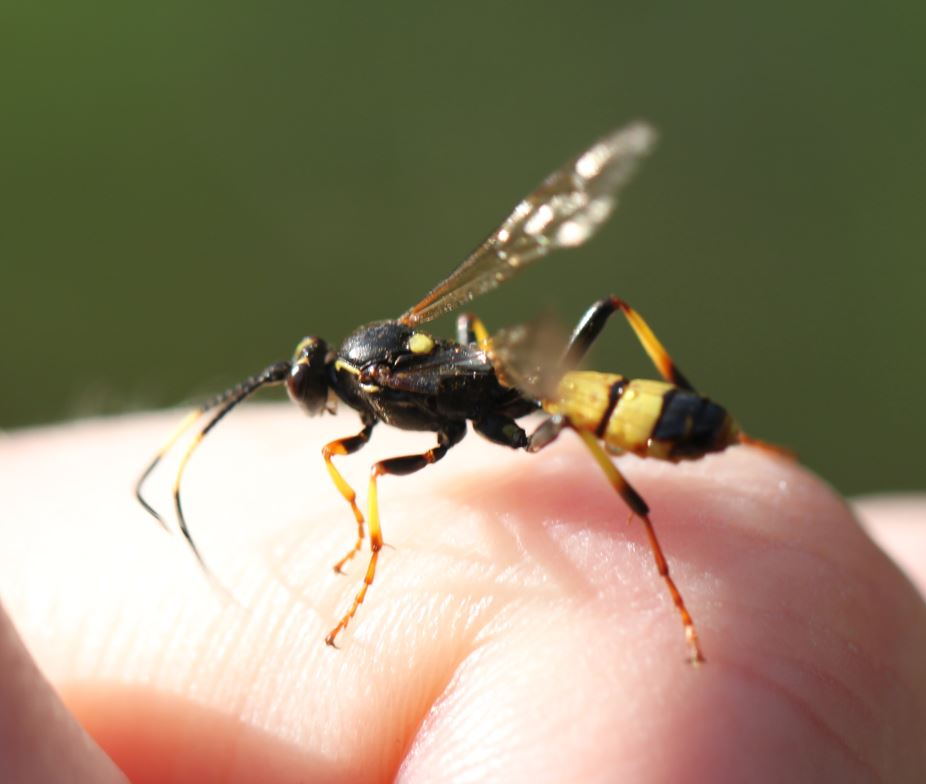
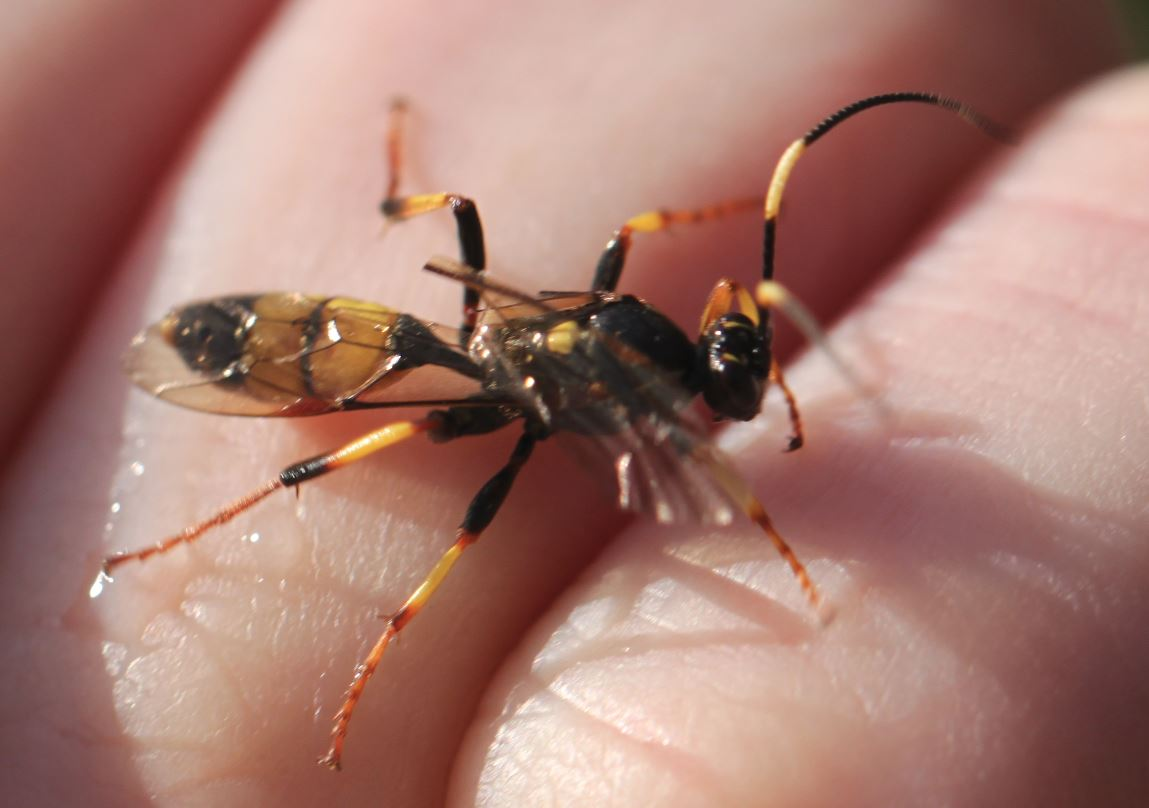

## Merkmale
Die Männchen der relativ großen Schlupfwespen erreichen Längen von 12–16 mm, die Weibchen von 11–15 mm. Es handelt sich bei Diphyus palliatorius um überwiegend schwarz gefärbte Schlupfwespen mit relativ großem Gelbanteil.
Die weiblichen Schlupfwespen besitzen einen gelben Augeninnenrand. Ferner verläuft seitlich entlang dem Pronotum ein gelber Strich. Das Scutellum ist ebenfalls gelb. Das zweite und dritte Tergit sind gelb gefärbt. Es gibt auch Morphen, bei denen die Oberseite des Hinterleibs verdunkelt ist. Am Hinterleibsende befindet sich ein kleinerer gelber Fleck. Die Fühler der Weibchen weisen etwa auf halber Länge eine weißlich-gelbe Binde auf. Der sehr kurze Ovipositor ist gewöhnlich nicht zu erkennen. Die Femora sind überwiegend schwarz gefärbt mit teils rötlicher Färbung. Die Tibien sind überwiegend gelb gefärbt. Die vorderen und mittleren Tibien weisen ein rötliches apikales Ende auf, die hinteren Tibien ein schwarzes. Die Tarsen sind rötlich gefärbt. Die Vorderflügel besitzen ein rotes Pterostigma sowie ein fünfeckiges Areolet (innere kleinere Zelle).
Die männlichen Schlupfwespen sind schlanker. Deren Fühler sind vollständig dunkel gefärbt. Die Männchen besitzen im Gegensatz zu den Weibchen neben einem gelben Augeninnenrand auch ein gelbes Gesicht. Thorax, Hinterleib und Beine sind ähnlich gefärbt wie bei den Weibchen. 

## Verbreitung
Diphyus palliatorius ist in Europa weit verbreitet. Im Osten reicht das Vorkommen bis in den Nahen (Kleinasien) und Mittleren Osten (Iran). 

## Lebensweise
Diphyus palliatorius ist ein koinobionter Endoparasitoid verschiedener Schmetterlinge. Die Weibchen stechen ein Ei in die Wirtsraupe. Die geschlüpfte Schlupfwespenlarve entwickelt sich innerhalb der Raupe und tötet diese erst nach deren Verpuppung. Die Schlupfwespen beobachtet man hauptsächlich im Juli und August. Nach ihrer Überwinterung erscheinen die Weibchen im zeitigen Frühjahr und stechen überwinternde Eulenfalter-Raupen an. Zu den Wirten werden u. a. folgende Eulenfalter (Noctuidae) gezählt: die Graue Heidelbeereule (Eurois occulta), die Kohleule (Mamestra brassicae), die Birken-Blättereule (Polia hepatica), das Schwarze C (Xestia c-nigrum), das Rotkragen-Flechtenbärchen (Atolmis rubricollis), die Weiden-Gelbeule (Xanthia togata) und die Gammaeule (Autographa gamma). Ferner werden als Wirtsarten genannt: aus der Familie der Edelfalter der Kleine Fuchs (Aglais urticae) und der Admiral (Vanessa atalanta) sowie aus der Familie der Schwärmer (Sphingidae) der Pappelschwärmer (Laothoe populi), der Kiefernschwärmer (Sphinx pinastri) und das Abendpfauenauge (Smerinthus ocellata).